# Filmförderung Hamburg
Die FilmFörderung Hamburg förderte Kinofilme und Fernsehproduktionen aller Genres. Sie ging im Jahre 2007 durch Fusion mit dem Filmförderinstitut des Landes Schleswig-Holstein in der Filmförderung Hamburg Schleswig-Holstein auf.

## Geschichte
Die Wurzeln der FilmFörderung Hamburg liegen im Jahr 1979. Damals wurde nach dem „Filmfest der Filmemacher“ die sogenannte „Hamburger Erklärung“ unterzeichnet. Zu den Unterzeichnern gehörten unter anderem Reinhard Hauff, Hark Bohm, Volker Schlöndorff, Wim Wenders und Werner Herzog.
1979 erfolgte die Gründung des Hamburger Filmbüros e.V. Zu den Gründungsmitgliedern gehörte unter anderem Hark Bohm. Im Jahr 1980 beschloss die Hamburger Bürgerschaft eine kulturelle Filmförderung. Bei der ersten Vergabe der Gelder wurden diese direkt den Filmemachern zugesprochen.
Im Jahr 1982 wurde von der Hamburger Bürgerschaft über die Installation einer wirtschaftlichen Filmförderung entschieden. Hieraus entstand der Filmförderungsausschuss. Er wurde 1988 in Film Fonds Hamburg umbenannt.
Die Zusammenlegung von Filmbüro, Film Fonds und Vertriebskontor zur FilmFörderung Hamburg GmbH (FFHH) wurde 1994 von der Bürgerschaft der Freien und Hansestadt Hamburg beschlossen. Die neugegründete Gesellschaft nahm ihre Arbeit am 1. Juli 1995 auf.
1996 wurde die MEDIA Desk eine 100-prozentige Tochterfirma der FilmFörderung Hamburg. Ein Jahr später beteiligte sich das ZDF mit jährlich 2 Millionen DM an der Filmförderung. Ein weiteres Jahr später folgte der NDR mit einer Summe von 1 Million DM. Der NDR erhöhte seinen Anteil im Jahr 1998 auf ebenfalls 2 Millionen DM pro Jahr.
2002 wurde die Kulturbehörde der Stadt Hamburg auch im Haushalt die alleinig zuständige Behörde. Im Jahr 2003 kürzte die Stadt Hamburg die Fördermittel erstmals um 10 Prozent. Das Filmfest Hamburg firmierte ab diesem Jahr als zweite Tochtergesellschaft der FilmFörderung Hamburg.
Die Mittel der Stadt Hamburg wurden im Jahr 2005 erneut um 1,5 Millionen gekürzt. Ursprünglich hatte der CDU-Senat sogar eine Kürzung um 3 Millionen geplant. Sie wurde jedoch nach Protesten, unter anderem von Hark Bohm, Wim Wenders und Farid Müller, korrigiert. 2005 betrugen die Fördermittel somit 5,5 Millionen Euro. Des Weiteren wurde die Wirtschaftsbehörde die zuständige Behörde. Die beiden Senderbeteiligungen von NDR und ZDF lagen bei jeweils 750.000 Euro. Im Juli 2005 feierte die Filmförderung Hamburg ihr 10-jähriges Bestehen als GmbH.

## Struktur

### Aufsichtsrat
Den Aufsichtsrat der Filmförderung Hamburg bildeten zwei Vertreter des Senats und sechs Fachleute aus der Film- und Fernsehwirtschaft. Der Vorsitz wurde vom amtierenden Kultursenator/der amtierenden Kultursenatorin übernommen. Zu den Aufgaben des Aufsichtsrats gehörten die Ernennung des Geschäftsführers sowie die Entscheidung über die personelle Zusammensetzung der Fachgremien.

### Gremien
Finanziell gefördert wurden von der FilmFörderung Hamburg Projekte vom ersten Drehbuchentwurf bis hin zum Verleih und Vertrieb des fertigen Werkes. Viele junge Filmemacher konnten durch diese Förderung ihre ersten Filme realisieren.
Bei der FilmFörderung Hamburg entschieden zwei Gremien über die Vergabe der vorhandenen Fördermittel.
Das Gremium 1 war für Projekte mit Herstellungskosten über 800.000 Euro zuständig, das Gremium 2 für alle Projekte unterhalb dieser Grenze.
Gremium 1 bestand aus sechs Mitgliedern. Neben dem Geschäftsführer der Film-Förderung gehörten ihm drei Branchenfachleute und jeweils zwei Redakteure der Sender NDR und ZDF an. Gremium 2 bestand aus vier Mitgliedern: dem Geschäftsführer der Filmförderung sowie drei Branchenfachleuten.
Die Ausschussmitglieder beider Gremien wurden vom Aufsichtsrat für die Dauer von jeweils drei Jahren bestimmt.

### Geförderte Produktionen (Auswahl)
- Gegen die Wand
- Herr der Diebe
- Ein ganz gewöhnlicher Jude
- Keine Lieder über Liebe
- Die Sturmflut
- Bandits
- Rosenstrasse
- Gloomy Sunday